# Крицкий, Вячеслав Николаевич
Вячеслав Николаевич Крицкий (род. 18 августа 1959) — российский военный лётчик-испытатель, Герой Российской Федерации (2.07.2003). Полковник. 

## Биография
Вячеслав Крицкий родился 18 августа 1959 года в городе Любим Ярославской области. Окончил среднюю школу. 
В 1976 году поступил на службу в Советскую Армию. В 1980 году окончил Армавирское военное авиационное училище лётчиков ПВО. С 1980 года служил в частях ВВС Прикарпатского военного округа, с 1985 по 1987 годы – Группы советских войск в Германии (на территории ГДР). 
В 1989 году окончил Центр подготовки лётчиков-испытателей при Государственном Краснознамённом научно-испытательном институте ВВС, после чего направлен лётчиком-испытателем в ГЛИЦ имени Чкалова в Ахтубинске.
Много лет находился на лётно-испытательной работе в ГЛИЦ в Ахтубинске. Участвовал в проведении испытаний многих систем авионики и вооружения, а также ряда модификаций самолётов Миг-29, Су-27, Су-30, Як-130 (был ведущим лётчиком-испытателем этого учебно-тренировочного самолёта) и других. В 1995—1996 годах участвовал в первом дальнем походе тяжёлого авианесущего крейсера «Адмирал Н.Кузнецов», в ходе которого выполнял испытательные полёты с его палубы. По состоянию на 2003 год находился в должности заместителя начальника центра по летной работе – старшего лётчика-испытателя 267-го лётно-испытательного центра 929-го Государственного лётно-испытательного центра Министерства обороны Российской Федерации.
Указом Президента Российской Федерации от 2 июля 2003 года за «мужество и героизм, проявленные при испытании авиационной техники и вооружения» полковнику Вячеславу Николаевичу Крицкому присвоено звание Героя Российской Федерации с вручением медали «Золотая Звезда» за номером 790.
Затем служил в Управлении начальника вооружения ВВС. В 2008 году назначен на должность начальника службы летных испытаний — старшего летчика-испытателя Лётно-испытательного Центра ГЛИЦ ВВС в Ахтубинске. В декабре 2010 года полковник В. Н. Крицкий был уволен в запас из Вооружённых Сил по достижению предельного возраста. 
С февраля 2011 года работает в авиационных подразделениях МЧС России. Уже здесь освоил самолёты Ил-76, Бе-200, Сухой Суперджет-100. Командовал эскадрильей специальных транспортных самолётов, на самолёте-амфибии Бе-200 принимал участие в тушении лесных пожаров. Всего имеет общий налёт более 6000 часов, из них испытательный свыше 900 часов. Освоил более 50 типов и модификаций летательных аппаратов различного назначения.
Награждён орденом «За личное мужество» (06.08.1994), рядом медалей. Имеет квалификацию «лётчик-испытатель 1-го класса».